# Ян Захар
Ян Захар (словац. Ján Zachar 1 грудня 1936) — чехословацький футболіст, що грав на позиції нападника та півзахисника. По завершенні ігрової кар'єри — словацький футбольний тренер.

## Кар'єра
Грав за «Тржинець», з яким у сезоні 1963/64 виступав у вищому дивізіоні в чемпіонату Чехословаччини, де зіграв у 24 матчах і забив 1 гол, втім команда вилетіла назад до другого дивізіону.
Після закінчення ігрової кар'єри став тренером. Він зробив собі ім'я під час роботи в клубі «Фрідек-Містек», яку 1976 року вивів вперше в історії до вищого дивізіону.
Після цього працював тренером у «Тржинці» (1978—1980), «Татрані» (1981/82) та в «Збройовці» (1984/85), а в сезоні 1985/86 керував столичною «Спартою», з якою став віце-чемпіоном країни.
У наступних сезонах очолював братиславський «Слован» (1986—1988), після чого знову повернувся до роботи в «Тржинець».
У 1993—1995 роках очолював словацькі «Кошиці», а у сезоні 1995/96 працював у чемпіонаті Чехії з «Баніком» (Острава).
Влітку 1999 року Захар повернувся до «Кошиць», де попрацював до кінця року, після чого завершив тренерську кар'єру.